# Tage Ekstedt
Tage Valdemar Ekstedt, red,född den 28 november 1904 i Enköping, död den 24 november 1971 i Stockholm, var en svensk journalist.
Ekstedt avlade studentexamen 1923 och bedrev juridiska och konsthistoriska studier vid Uppsala universitet under 1920-talet. Han var därefter anställd vid Stockholms-Tidningen 1930–1931 samt vid Svenska Dagbladet 1931–1943 och från 1946. Ekstedt var redaktör för Svenska Dagbladets årsbok från 1960, chef för tidningens familjeredaktion från 1966, redaktör för Motor 1943–1946 och medredaktör för Vem är det 1955. Han använde signaturen Chevalier. Ekstedt var styrelseledamot i Kullgrens Enka från 1955. Han blev riddare av Vasaorden 1964.